# Cesta k ráji
Paradise Alley je americký sportovní film z roku 1978. Film pojednává o třech bratrech v Hell's Kitchen a jejich zapojení do wrestlingu. Hlavním hrdinou je Cosmo, který má úplně protikladné bratry, prvním je Viktor a druhý Lenny.

## Děj
Victor, nejmladší a největší z bratrů Carboniových (Cosmo a Lenny jsou další dva), se na žádost Cosma stane zápasníkem (pod jménem Kid Salami), protože Cosmo věří, že na tom vydělají velké peníze. Lenny souhlasí, že bude řídit jeho kariéru. Doufají, že Victor vyhraje dost zápasů, aby mohli opustit Hell's Kitchen. (Victor chce oženit se svou asijskou přítelkyní a žít na hausbótu v New Jersey)
Každý z bratrů má svůj styl. Cosmo je podvodník, který vždy hledá snadný zisk. Lenny je bývalý válečný hrdina, nyní zahořklý pohřebák. Victor je silný, ale prostoduchý muž, který opustí svou práci nosiče ledu, aby se stal zápasníkem.
Zpočátku Cosmo dominuje a agresivně povzbuzuje Victora k zápasení, i když jeho přítelkyně nesouhlasí. Lenny je zpočátku nejistý a varuje Victora před možným zraněním.
Jak příběh pokračuje, role se obracejí. Cosmo se začne obávat o Victorovo blaho a cítí vinu, zatímco Lenny se stává stále více manipulativním a chce Victora co nejvíce využít. Lenny ztrácí svou chladnou povahu a stává se agresivním manipulátorem.
Nakonec Victor vyhraje velký zápas v dešti a bratři se znovu sjednotí.

## Obsazení
- Sylvester Stallone jako Cosmo Carboni
- Armand Assante jako Lenny Carboni
- Lee Canalito jako Victor Carboni
- Anne Archer jako Annie O'Sherlocková
- Kevin Conway jako „Stitch“ Mahon
- Terry Funk jako Frankie „The Thumper“
- Frank McRae jako „Big Glory“
- Joe Spinell jako „Burp“
- Tom Waits jako „Mumbles“
- Aimee Eccles jako Susan Chow
- Joyce Ingalls jako „Bunchie“
- John Cherry Monks, Jr. jako Micky, barman
- Frank Stallone jako zpěvák
- Ted DiBiase jako zápasník